# Weddingstedt
Weddingstedt est une commune allemande du Schleswig-Holstein, située dans l'arrondissement de Dithmarse (Kreis Dithmarschen), à cinq kilomètres au nord de la ville de Heide. Weddingstedt fait partie de l'Amt Heider Umland (« Heide-campagne ») qui regroupe onze communes autour de Heide.

## Personnalité
Fritz Thiedemann (1918-2000), cavalier allemand, double champion olympique, est né et mort à Weddingstedt.